# Junkers Ju 88
Junkers Ju 88 là một loại máy bay được sản xuất bởi Tập đoàn Junkers và xuất xưởng lần đầu tiên vào giữa năm 1930. Junkers Ju 88 được Luftwaffe sử dụng trong Thế chiến thứ 2 và được đánh giá là loại máy bay tốt được trang bị động cơ đôi-bổ nhào, vũ khí tốt và có thể trở thành máy bay ném bom một cách dễ dàng. Junkers Ju 88 thường được biết dưới cái tên hiệu "Người phục vụ đa năng" vì đã thể hiện rất tốt vai trò của mình trên chiến trường là máy bay đánh đêm, đánh bom bổ nhào, oanh tạc-phóng ngư lôi, do thám và đánh bom hạng nặng (heavy bomber). Junkers Ju 88 trở thành máy bay ném bom chính của Luftwaffe trong thế chiến II. Có khoảng 15.000 chiếc Junkers Ju 88 được sản xuất trong thế chiến II - nhiều hơn bất kì loại máy bay bổ nhào nào của Đức.

## Thiết kế và phát triển

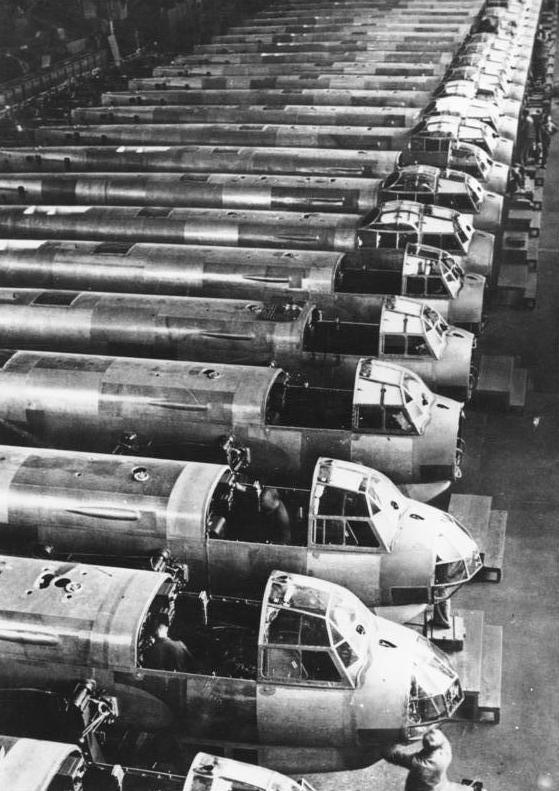
Dây chuyền sản xuất Junkers Ju 88

Vào tháng 8 năm 1935, Bộ Hàng không Đế chế Đức (Reichsluftfahrtministerium) trình lên Bộ chỉ huy tối cao quân đội Đức (OKH) một dự án mẫu máy bay với 3 ghế ngồi, tốc độ cao, trọng tải 800–1000 kg (1760-2200Ib). Tập đoàn Junkers đã đưa ra bản thiết kế đầu tiên vào tháng 6 năm 1936, ngay sau đó họ được cấp giấy phép để sản xuất các mẫu thử (Werknummer 4941 và 4942). Hai mẫu Junkers 88 đầu tiên có tầm bay khoảng 2000 km (1240 dặm) và sử dụng hai động cơ Daimler-Benz DB 600, trang bị 3 khẩu súng được đặt gần buồng lái và các móc dưới cánh có khả năng mang 2 quả bom nặng 1000 kg (2200Ib). Ba mẫu tiếp theo (Werknummer 4943, 4944 và 4945) sử dụng hai động cơ Junkers Jumo 211, 2 bộ tản nhiệt được lắp vào giúp máy bay bay được nhanh và ổn định hơn, bộ bánh đáp đôi cải tiến ở phía sau động cơ máy bay, khi bay có thể xếp vào trong buồng chứa.
Nhưng đến phiên bản V-6 thì được thiết kế khác hẳn, được xem là gần giống với mẫu máy bay Curtiss P-40 của Mỹ. Động cơ vẫn là loại Junkers Jumo 211, tuy nhiên, các vị trí súng máy được thay đổi, chỉ còn hai súng ở buồng lái và một súng được dời lên giữa thân trên máy bay. Bộ bánh đáp cũng được điều chỉnh lại vị trí gần với buồng lái hơn, tăng cường thêm bộ giảm xóc, giúp trong trường hợp bị bắn trúng, kíp lái ít bị tổn thương hơn do bảo vệ của bộ bánh đáp. Trong trường hợp phải hạ cánh khẩn cấp, V-6 có thể đáp xuống dễ hơn do hai chân chống gần buồng lái, cùng đáp xuống làm máy bay sẽ bị cản lại phần nào và bộ giảm xóc cũng sẽ góp phần làm máy bay ít bị hư hại hơn.
Cùng thời điểm, tập đoàn Junkers cũng đang nghiên cứu đến việc phát triển loại máy bay bổ nhào hạng nặng (heavy dive-bomber). Ngay lập tức, Junkers Ju 88 cũng được phát triển theo dòng này bằng việc gia cố lại cánh, buồng lái tăng lên 4 người, hệ thống kĩ thuật cũng được trang bị lại bằng cách thêm hai động cơ nữa, phanh,... Nhưng tất cả những cải tiến trên chỉ đủ để biến Junkers Ju 88 thành máy bay ném bom bổ nhào hạng trung.
Bộ tản nhiệt của Junkers Ju 88 được sắp đặt khá hợp lý - đặt ngay trước mỗi động cơ trên máy bay, giúp làm mát một cách tốt nhất máy bay. Các mẫu máy bay đời sau như Arado Ar 240, Heinkel He 177, Heinkel He 219 đều sử dụng bộ làm mát này và các mẫu dựa cải tiến hệ thống này như Focke-Wulf Fw 190 và Focke-Wulf Ta 154.

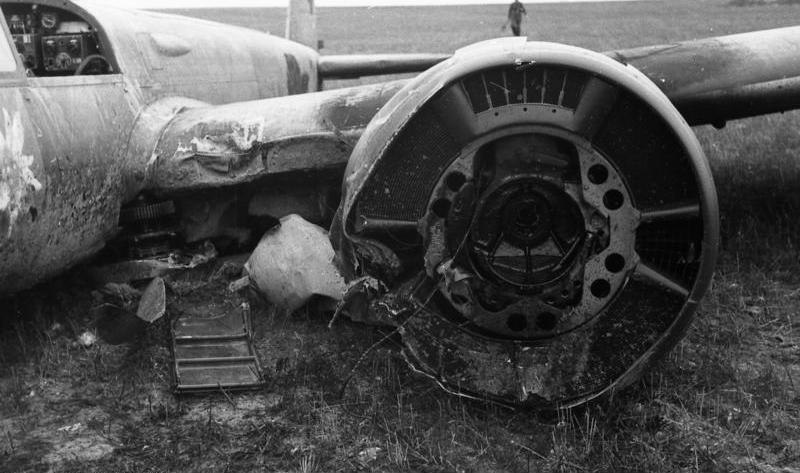
Cận cảnh bộ tản nhiệt của Junkers Ju 88 bị bắn rơi

Mẫu Junkers V-1 đầu tiên cất cánh trên bầu trời nước Đức là vào ngày 21 tháng 10 năm 1936. Đứng đầu lực lượng Luftwaffe là Hermann Göring đã rất ấn tượng khi xem màn trình diễn của V-1 lượn lách trên không trung với tốc độ khoảng 580 km/h. Ngay từ lần cất cánh đầu tiên V-1 chứng tỏ nó đã có thể hoàn toàn đáp ứng được yêu cầu của Luftwaffe cho một loại máy bay ném bom tốc độ cao (Schnellbomber). Mẫu V-5 còn đạt hơn cả mong đợi với tầm bay hơn 1.000 km (620 dặm), có thể mang hơn 2.000 kg (4.410 lb) bom với tốc độ 517 km/h. Dù về sau tập đoàn Junkers vẫn tiếp tục phát triển các phiên bản Ju 188, Ju 388 với các cải tiến nho nhỏ, Junkers Ju 88 vẫn được Luftwaffe dùng làm loại máy bay ném bom chủ lực.

## Phiên bản ném bom bổ nhào

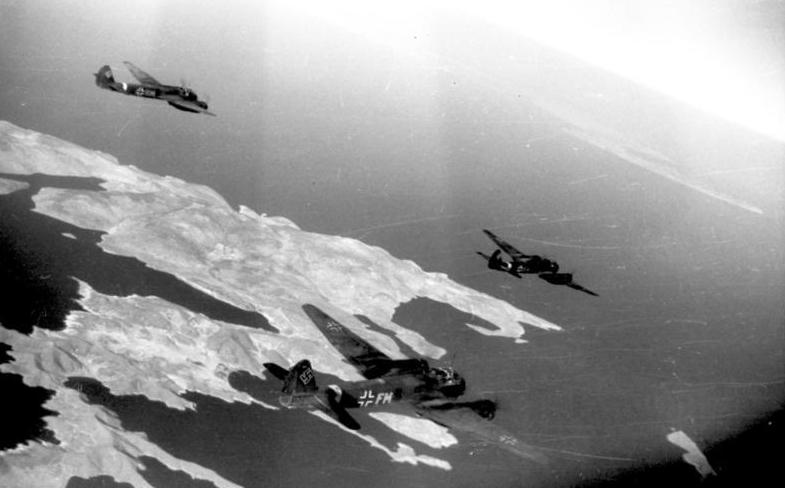
3 chiếc Junkers Ju 88 bay qua Astypalaia, Hy Lạp, 1943

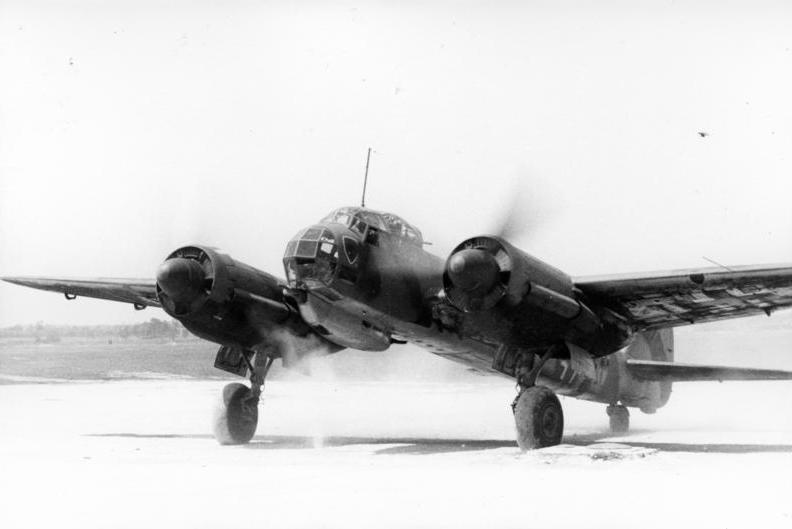
Junkers Ju 88 chuẩn bị cất cánh, Tunisia

Vào tháng 10 tháng 1937, tổng giám đốc trang bị (Generalluftzeugmeister) Ernst Udet ra lệnh phát triển Junkers Ju 88 thành loại máy bay ném bom bổ nhào hạng nặng. Điều này được gấp rút thực hiện bởi vì sự thành công của Ju 87 Stuka trên chiến trường. Junkers triển khai lắp ráp bộ phanh bổ nhào, hệ thống lấy thăng bằng sau khi bổ nhào và cho thử nghiệm trên hai phiên bản của Junkers là V-5 và V-6. Mẫu V-5 lần đầu bay vào 13 tháng 4 năm 1938 và mẫu V-6 là vào 2 tháng sau đó. Cả V-5 và V-6 đều trang bị loại cánh quạt 4 cánh, thêm khoang để bom và bộ điều khiển chính. Nhưng những sửa đổi trên dường như làm khung máy bay bị quá tải và khó điều khiển khi bay thấp. Nhận thấy điều đó, tập đoàn Junkers đã bớt đi một số chi tiết nhằm làm máy bay nhẹ hơn. Ngoài ra họ còn gắn thêm ống ngắm Stuvi giúp cho việc thả bom hiệu quả hơn trên chiến trường. Phiên bản cải tiến cuối cùng cho loại ném bom sử dụng khung của mẫu V-4 và khoang để bom A-17, loại khoang của các máy bay phóng ngư lôi. Tuy lượng bom mang được trên một máy bay Junkers bổ nhào là 2.500 kg (5.510 lb) nhưng thật ra mức hiệu quả chỉ là khoảng 1.500-2.000 kg (3.310-4.410 lb).

## Phiên bản ném bom tiêm kích
Ngoài việc thiết kế Ju 88 theo kiểu máy bay bổ nhào, nó còn được phát triển theo kiểu máy bay tiêm kích bom. Phiên bản này có tên Ju 88C-6 và được trang bị 3 ghế ngồi, khoang A-4 mang được một lượng bom vừa phải, 2 súng phụ gần buồng lái - một súng đầu khoang. Động cơ của Ju 88C-6 cũng là loại Jumo 211J giống các phiên bản Junkers khác. C-6 hầu như đều có mặt trong các đơn vị ném bom chiến đấu của Đức. Trước sự tấn công càng nhiều từ máy bay Đồng Minh vào các tàu bè của Đức, nhất là đoàn tàu ngầm U-Boat nên C-6 đã có mặt kịp thời để ngăn cạn sự tấn công càng nhiều của phe Đồng Minh. Vào trận Normandy, Ju 88C-6 đã thể hiện vai trò rất tốt của mình, nó đánh bom vào phà và tàu của Đồng Minh, tiêu diệt một số lượng đáng kể quân Đồng Minh. Ngoài ra, ngày D-Day của Đồng Minh thành công một phần là vì C-6 chưa kịp trang bị ngư lôi Fritz X và Hs-293, hai loại ngư lôi mới đã đưa vào sản xuất, nhưng số lượng chưa nhiều.

## Phiên bản cường kích hạng nặng và cường kích đêm

### Ju 88C

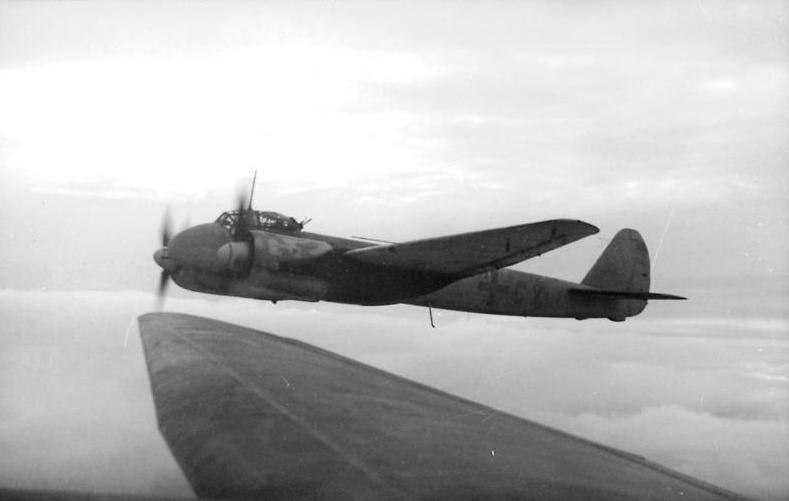
Ju 88C đang bay

Ju 88C ban đầu được chế tạo để trở thành máy bay cường kích hạng nặng bằng cách lắp thêm 2 súng trước buồng lái, thêm khoang chứa bom. Junkers Ju 88C có đầu máy bay bằng kim loại chắc chắn, đuôi máy bay thẳng, khoang máy bay chứa được ngư lôi, súng được điều khiển bằng cần tay. Điều này vô tình giúp cho Ju 88C không chỉ trở thành cường kích hạng nặng, mà nó còn trở thành một loại máy bay hiệu quả cho nhiệm vụ đánh đêm (night-fighter).
Phiên bản đầu tiên của máy bay đánh đêm Ju 88 là Ju 88 C2, dựa trên khung máy bay của Junkers với một khẩu pháo 20 mm MG FF và 3 khẩu súng máy 7.92mm MG 17-được đặt trên đầu máy bay. Những mẫu thiết kế này lần đầu tiên được đặt tên là Zerstörerstaffel nhưng sau đó thay đổi thành II./NJG 1 vào tháng 7 năm 1940.
Phiên bản C6 được trang bị bộ chống radar FuG 202 Lichtenstein BC. Bốn chiếc C6 được thử nghiệm trước năm 1942 và cuộc thử nghiệm diễn ra rất thành công, ngay sau đó nó được đưa vào sản xuất. Vào tháng 10 năm 1943, đa phần các phiên bản C6 đều được lắp bộ chống radar mới FuG 212 Lichtenstein C-1 và bộ FuG 220 Lichtenstein SN-2 vào năm 1944.
Một số lượng nhỏ Ju 88C có đầu máy bay mới bằng sắt và có hình mắt ong (beetle's eye) - của Junkers Ju 88A (loại máy bay chuyên ném bom).

### Ju 88R

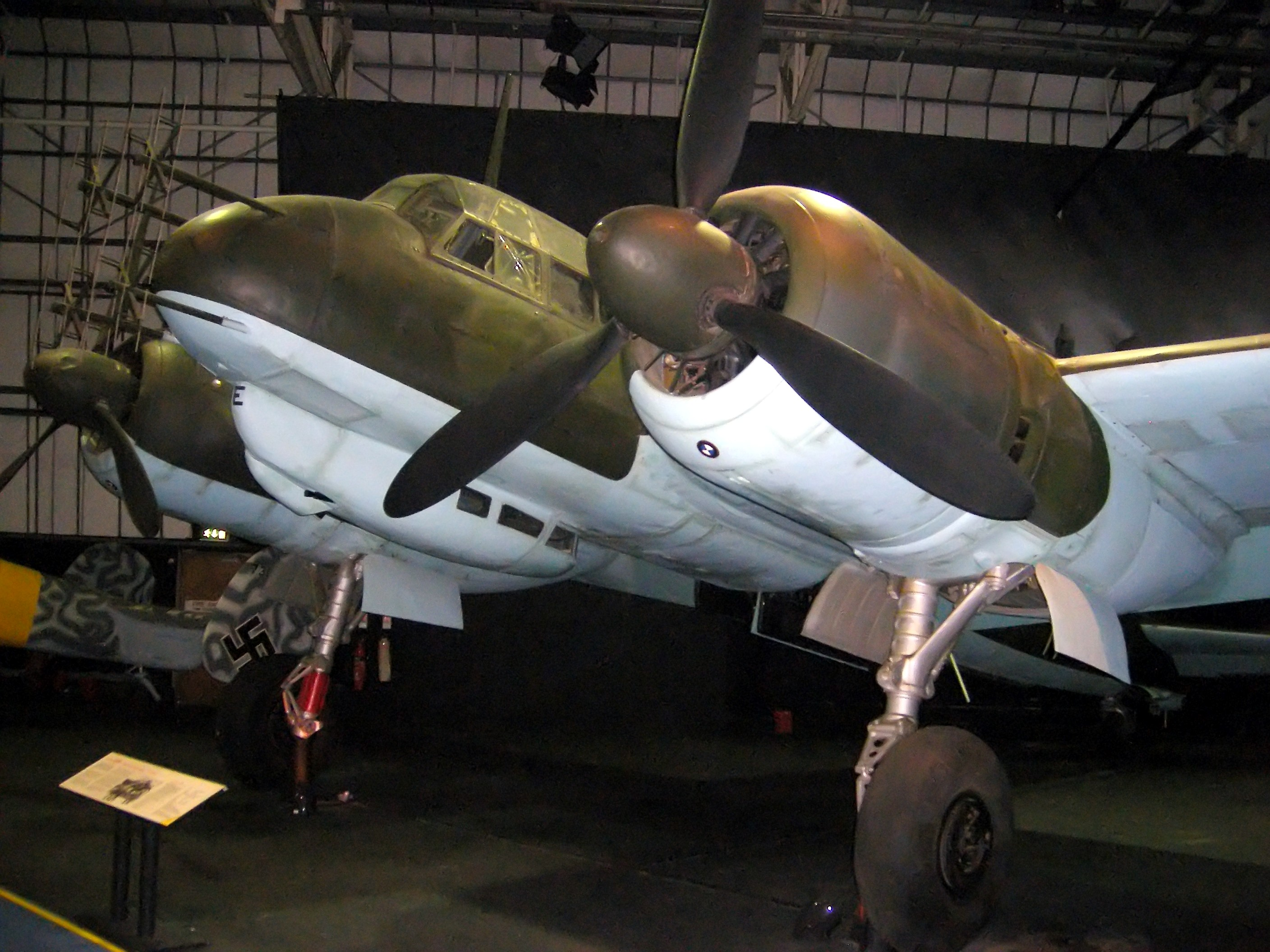
Máy bay đánh đêm Ju 88 R-1 ở bảo tàng RAF Hendon. Chiếc máy bay bị bắn hỏng và phải hạ xuống Scotland vì 3 người trong kíp lái thì có hai người là điệp viên Anh

Phiên bản Ju 88R chủ yếu dựa trên thiết kế của phiên bản Ju 88 C-6B, được trang bị động cơ BMW 801. Nhưng phiên bản R-1 có động cơ 1,560 PS BMW 801L và R-2 có động cơ 1,700 PS BMW 801 G-2.
Một trong những mẫu máy bay đầu tiên của dòng R-1 đưa vào hoạt động là Werknummer 360043, bị đánh giá là rất dễ gây khó cho kíp lái - phải phi công giàu kinh nghiệm mới điều khiển được. Vào ngày 9 tháng 5 năm 1943, chính loại máy bay đánh đêm này đã thực hiện chuyến bay đến RAF Station (nay là phi trường Aberdeen), Na Uy. Ngay sau đó nó được đưa đến Farnborough Airfield để thay một số chi tiết vào và sau khi thay xong nó đã đánh giá khá tốt. Dù vậy nhưng Luftwaffe chỉ coi những sai lầm của kíp lái là do chiếc máy bay này nên nó chỉ được sử dụng để bắn phá tàu bè Anh. Một nhóm phi hành đoàn nổi tiếng chuyên lái loại máy bay này được Luftwaffe tin tưởng như Trung úy (Oberleutnant) Heinrich Schmitt, Thượng sĩ xạ kích (Oberfeldwebel) Paul Rosenberger, Erich Kantwill.

### Ju 88G

Máy bay đánh đêm Ju 88 G-6 bị bắt bởi quân Anh ở phi trường Copenhagen-Kastrup, tháng 5 năm 1945

Tất cả các phiên bản máy bay đánh đêm Ju 88 trước đó đều sử dụng thân máy bay phiên bản A được cải tiến; nhưng riêng phiên bản Ju 88G có thân được chế tạo theo mục đích với yêu cầu đặc biệt của một loại máy bay chuyên đánh đêm. Vị trí pháo phòng thủ Bola dưới bụng trước mũi được loại bỏ để giảm bớt sức cản khí động học và nhẹ hơn. G-1 được trang bị cánh đuôi đứng/bánh lái vuông mở rộng của kiểu Ju 188, vũ khí mạnh hơn và động cơ bố trí hình tròn BMW 801 G-2 công suất 1.700 mã lực. Thiết bị điện tử bao gồm bộ radar FuG 220 Lichtenstein SN-2 90 MHz VHF vốn là tiêu chuẩn vào thời đó, cùng một số thiết bị dẫn đường bổ sung FuG 350 Naxos hoặc FuG 227 Flensburg.
Phiên bản G-6 lại được trang bị động cơ 1,750 PS Jumo 213A sử dụng nguyên liệu của thiết giáp. Ngoài ra G-6 còn được lắp thêm hai khẩu pháo 20 mm MG 151/20. Súng được đặt theo kiểu cong phía trên 2 khẩu và dưới 2 khẩu.
Một số mẫu Ju 88G đời cuối được thay động cơ mới(Jumo 213E) và bộ chống radar mới (FuG 218 Neptun V/R), nhưng chỉ có khoảng 15 chiếc Ju 88G đời cuối được hoàn thành trước ngày D-Day của Đồng Minh.
Một số phi công nổi tiếng chuyên lái Junkers Ju 88G như Helmut Lent (bắn hạ 110 máy bay), Heinrich von und zu Sayn-Wittgenstein (bắn hạ 87 máy bay).
Lực lượng Hải quân Đế quốc Nhật Bản có đặt hàng của Đức Quốc xã một số lượng lớn máy bay Junkers Ju 88G. Số lượng Ju 88G được đặt lên tàu phóng hạm, đa số chúng được dùng để tấn công lính Đồng Minh ở các đảo. Ngoài ra, chúng còn được dùng để tấn công tàu ngầm và tàu chiến của Đồng Minh.

## Lịch sử hoạt động

### Chiến dịch xâm lượcBa Lan
Chỉ có khoảng 12 chiếc Ju 88 được trang bị trong Phi đoàn số 1./KG 25 (1./Kampfgeschwader 25) trong chiến dịch xâm lược Ba Lan của Đức Quốc xã. Phi đội Erprobungskommando 88 (Ekdo 88) có cơ hội để thử nghiệm máy bay, trình độ và kinh nghiệm của kíp lái trong điều kiện chiến tranh. Phi đội này đã tiêu diệt được 25 chiếc xe tăng của Ba Lan.

### Chiến dịch xâm lượcNa Uy
Luftwaffe đặc biệt quan tâm đến Liên đoàn II./KG 30 (II./Kampfgeschwader 30) khi họ tham gia chiến dịch Weserübung. Chúng được cử để tấn công và bao vây tàu thuyền của Đồng Minh. Vào ngày 9 tháng 4 năm 1940, một tốp Ju 88 thuộc Không đoàn chiến thuật 30 tham gia chung chiến dịch với máy bay ném bom hạng nặng Heinkel He 111, thuộc Không đoàn chiến thuật 26, tấn công HMS Rodney và đánh chìm HMS Gurkha. Kết thúc chiến dịch, Luftwaffe mất 4 chiếc Ju 88 và đó là con số khá nhỏ.

### Chiến dịch xâm lượcPháp

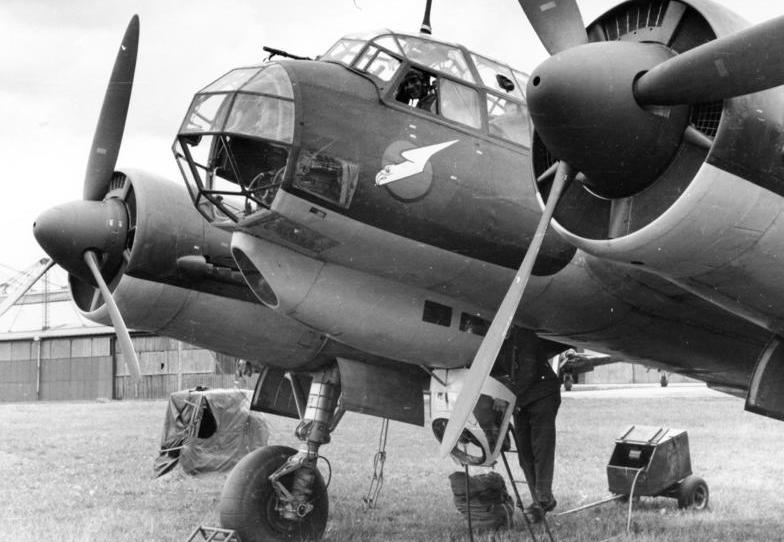
Ju 88A, 1940

Luftwaffe công bố toàn bộ danh sách máy bay tham gia trận đánh nước Pháp - chỉ trừ các phi đoàn Ju 88 thuộc Quân đoàn Không quân số 1 (I. Fliegerkorps). Trong trận đụng độ đầu tiên giữa không quân Đức và Anh, Ju 88 bất ngờ xuất hiện và gây ra thảm họa cho hai phi đoàn 233 và 248 của Anh. Ju 88 tỏ ra rất hiệu quả trong việc ném bom và tiêu diệt các mục tiêu dân sự. Chỉ trong vòng 11 ngày (từ 13 đến 24 tháng 5) Ju 88 thuộc Liên đoàn II./KG 54 đã thực hiện hơn 154 vụ ném bom vào tàu hỏa và tất cả các phi vụ đó đều thành công mỹ mãn, làm rối loạn lực lượng quân đội Pháp và tiêu diệt được một số lượng lớn các mục tiêu dân sự. Vào ngày 17 tháng 6 năm 1940, một phi đội Junkers Ju 88 đánh chìm RMS Lancastria nặng hơn 10.000 tấn, giết chết hơn 5.800 dân thuộc các nước Đồng Minh. Hơn 133 chiếc Ju 88 tham gia chiến dịch Blitzkrieg và lực lượng này với trình độ kỹ thuật cao, điêu luyện và tốc độ kinh hoàng của chiếc máy bay đã phần nào làm chiến dịch thành công. Nhưng chính điều này lại làm cho các phi đoàn máy bay Đức khác tưởng nhầm - không biết máy bay nào là của địch (do tốc độ Ju 88 quá cao) và còn báo cáo lại rằng họ sợ Ju 88 hơn cả sợ quân địch. Sau chiến dịch này, nhận thấy sự thiếu hụt trong các khâu kỹ thuật nên tập đoàn Junkers đã sửa đổi lại chiều dài sải cánh và kết quả chiều dài của sải cánh là 20,08m. Ngay sau đó, họ cho ra đời phiên bản Ju 88 A-5 và thu hồi hết tất cả số Ju 88 A-1 để sửa chữa.

### Trận chiến nước Anh
Vào tháng 8 năm 1940, Junkers A-1 và A-5 vừa xuất xưởng đúng lúc trận chiến giữa Anh và Đức Quốc xã đang trong giai đoạn cao trào. Nhưng đây lại là một trận chiến tai hại của Đức Quốc xã. Tốc độ nhanh hơn của Junkers A-1 và A-5 không chứng tỏ được uy lực của mình trên chiến trường như mọi khi mà lại tỏ ra khá bất lực, trong khi đó Heinkel He 111 và Dornier Do 17 cũng tỏ ra khá vô dụng. Chỉ trong vòng 3 tháng, từ tháng 7 đến tháng 10 năm 1940, có hơn 313 chiếc Junkers bị hạ. Do 17 và He 111 cũng mất từ 132-252 chiếc. Đây là đợt biểu diễn tệ hại nhất của không quân Đức. Cả Junkers và He (hai dòng máy bay nổi tiếng của Đức Quốc xã) đều bị mất mát nhiều và không thành công trong việc thả quân tiếp cận đất liền.

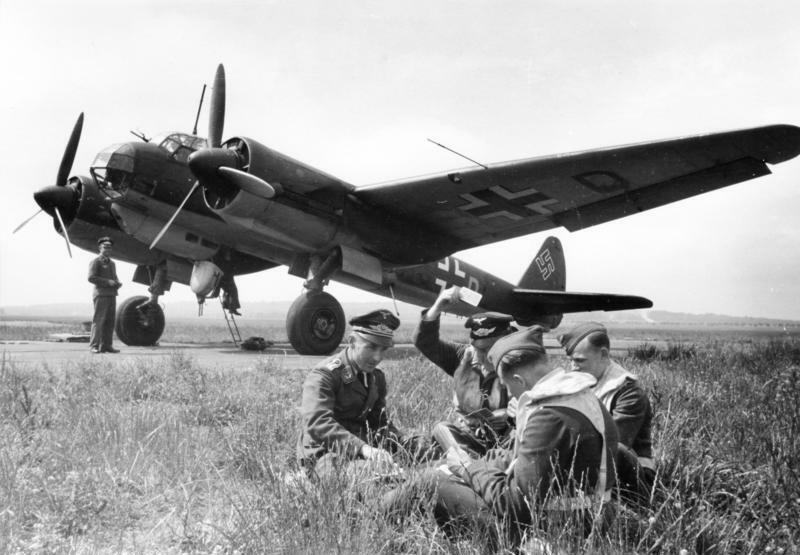
Kíp lái Junkers Ju 88D đang nghỉ ngơi trên cánh đồng, mùa hè năm 1942

### Mặt trận phía Đông
Vào mùa hè năm 1941, tất cả đã được Luftwaffe chuẩn bị kỹ càng cho mặt trận phía Đông và đặc biệt là Chiến dịch Barbarossa. Tất cả các phi đoàn Do 17 và Ju 88 được hợp lại với nhau, bổ trợ xuyên suốt trận chiến. Máy bay ném bom hạng nặng He 111 cũng đã chuẩn bị sẵn sàng và được trang bị thêm một số phụ tùng mới. Trong đó, Ju 88 nắm vai trò chủ lực trong việc đánh bom mở đường cho Do 17 và He 111 tiêu diệt các mục tiêu dân sự và đồn lũy của đối phương. Ngay trận đầu, Ju 88 đã thể hiện được uy lực của mình với việc tấn công 3 sân bay quân sự của Liên Xô ở Pinsk vào buổi sáng ngày 22 tháng 6 năm 1941. Với việc phủ đầu sân bay đối phương, Ju 88 đã tiêu diệt hơn 60 máy bay thả bom của Liên Xô, tàn phá thậm tệ 3 sân bay và làm mất đường tiếp tế của Hồng quân. Ju 88 và Do 17 còn tấn công Trung đoàn ném bom 39 thuộc Sư đoàn Không quân số 10, tiêu diệt hơn 43 chiếc Tupolev SB và 5 chiếc Petlyakov Pe-2. Cùng thời điểm, Ju 88 thuộc Không đoàn Chiến thuật 51 (Kampfgeschwader 51) tổ chức tấn công và tiêu diệt hơn 100 chiếc máy bay của Liên Xô ngay tại sân bay. Cách chỉ huy cứng ngắc của các tướng lĩnh không quân Xô-viết là không phân tán lực lượng đã làm cho Luftwaffe càng dễ dàng hơn trong việc tấn công và tiêu diệt tập thể. Ngoài việc tấn công máy bay Ju 88 còn tiêu diệt cả các đơn vị thiết giáp, một báo cáo từ sư đoàn thiết giáp Liên Xô số 23 cho biết là họ đã bị Ju 88 tiêu diệt hơn 40 chiếc xe tăng. Có khoảng 23 chiếc Ju 88 bị hạ trong ngày đầu tiên của chiến dịch.

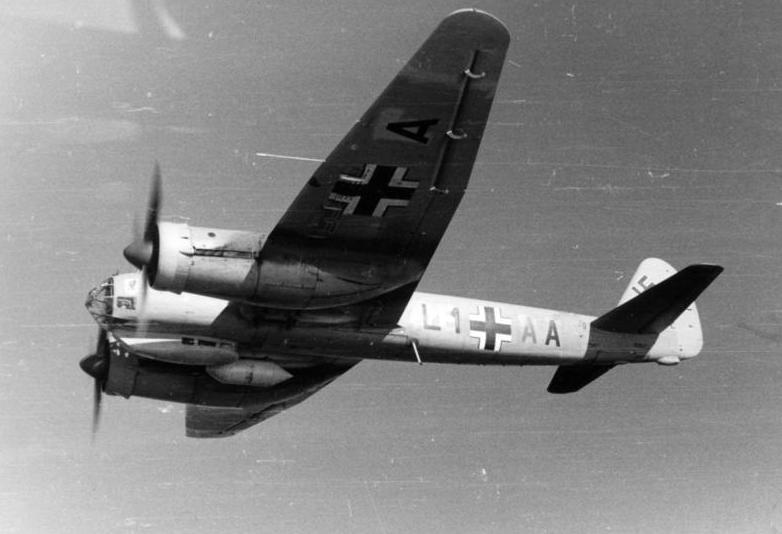
Ju 88A thuộc phi đoàn LG 1 ở mặt trận phía Đông, 25 tháng 9 năm 1941

Vào ngày 1 tháng 7 năm 1941, Ju 88 cùng He 111 tham gia tiêu diệt hơn 220 xe tải, 40 xe tăng. Ngoài ra, Ju 88 còn ném bom và làm hư hỏng gần như toàn bộ tuyến đường sắt mà nơi nó đi qua tạo điều kiện cho sư đoàn Panzergruppe 1 chiếm các khu vực này một cách dễ dàng.
Tuy nhiên con số thiệt hại của Ju 88 cũng tương đối nhỏ-khoảng 33 chiếc bị hư hỏng. Cụm tập đoàn quân Tây-Bắc bị thiệt hại nhiều máy bay nhất-khoảng 1.542 chiếc. Nhưng con số này đã giảm bớt từ ngày các phi đoàn Ju 88 bắt đầu di chuyển lên mặt trận phía Bắc.
Các tướng lĩnh Luftwaffe cho phép các phi đoàn Ju 88 mở mặt trận trên biển Baltic trong khuôn khổ chiến dịch Estonia. Tất cả máy bay bổ nhào từ Na Uy, Pháp và Anh được rút về Baltic - trong đó có Ju 88. Mới sáng sớm, hơn 3 phi đoàn Ju 88 bổ nhào đã bất ngờ tấn công tàu chiến Karl Marx ở vịnh Loksa Tallinn. Vào ngày 28 tháng 8 năm 1941 còn là một ngày thành công hơn với 2 Không đoàn Ju 88 (KG 77 và KGr 806) với việc tiêu diệt tàu hơi nước Vironia nặng 2.026 tấn, tàu Lucerne nặng 2.317 tấn, tàu Artis Kronvalds nặng 1.423 tấn và tàu phá băng Krisjanis Valdemars (nặng 2.250 tấn). Số tàu còn lại của Liên Xô đều về cảng và lắp ráp nhanh để thành các tàu chiến hạng vừa và nhẹ nhưng số tàu chiến này còn sơ sài về vũ khí và đội ngũ lái tàu còn chưa có kinh nghiệm.
Trong các ngày tiếp theo, Ju 88 tiếp tục tiêu diệt 21 tàu chiến, trong số đó gồm có 5 chiếc hạng nặng và 5 tàu hỗ trợ. Vào ngày 29 tháng 8 năm 1941, Ju 88 tiếp tục tiêu diệt một số lượng lớn tàu bè của Liên Xô gồm tàu vận tải Vtoraya Pyatiletka (nặng 3.974 tấn), Kalpaks (nặng 2.190 tấn) và Leningrad Soviet (nặng 1.270 tấn). Vào buổi tối cùng ngày, Ju 88 còn tiêu diệt thêm 4 tàu chiến nữa (Ivan Papanin, Saule, Kazakhstan và Serpi Molot) làm thiệt mạng hơn 5.000 lính Xô-Viết.

## Hoạt động của Junkers Ju 88 cho không quânPhần Lan
Vào tháng 4 năm 1943, khi cuộc chiến giữa Phần Lan và Liên Xô vẫn còn đang tiếp diễn, lực lượng không quân Phần Lan đã mua của Đức Quốc xã 24 chiếc Ju 88. Số máy bay này sử dụng cho phi đoàn số 42. Số máy bay thường được huấn luyện để tấn công các thành phố nhỏ của Liên Xô - tham gia chung với lực lượng không quân của Đức Quốc xã. Vào ngày 20 tháng 8 năm 1943, lực lượng không quân Phần Lan cùng với Đức Quốc xã đánh phá toàn bộ khu làng Lehto và phi trường Lavansaari của Liên Xô. Toàn bộ suốt mùa hè năm 1943, số máy bay Ju 88 không thực hiện thêm phi vụ nào nữa.

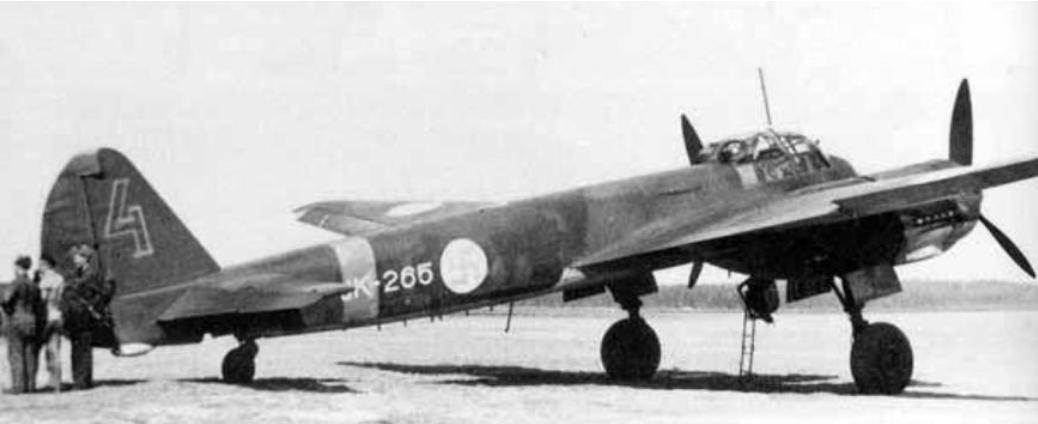
Chiếc Ju 88A-4 phục vụ cho không quân Phần Lan, mang mã số JK

Một trong những phi vụ đánh bom đáng nhớ của không quân Phần Lan là vào ngày 3 tháng 9 năm 1944, khi phi đoàn Ju 88 cố gắng mở các đợt tấn công vào các máy bay vận tải hạng nặng của Liên Xô được bảo vệ bởi các máy bay tiêm kích. Cuộc đụng độ diễn ra khoảng 4 ngày, khi lực lượng Ju 88 cố gắng tách máy bay bảo vệ ra. Ju 88 ném bom khắp nơi quanh đó (do máy bay vận tải phải đáp xuống tiếp nhiên liệu), cả ngày lẫn đêm. Cuối cùng khi chiếc máy bay này bay đến gần Leningrad thì bị 2 chiếc Ju 88 phát hiện, hai bên bắn nhau dữ dội và kết quả cuối cùng Ju 88 vẫn không tiêu diệt được chiếc máy bay-nhưng đã bắn hư hỏng nặng số máy bay bảo vệ.
Vào năm 1945, Phần Lan chuyển sang chính thức tuyên chiến với Đức Quốc xã. Ngay lập tức, phi đoàn số 42 đã tham gia cùng không quân Đồng Minh đánh bom Berlin. Phi vụ cuối cùng được thực hiện ngày 4 tháng 4 năm 1945.

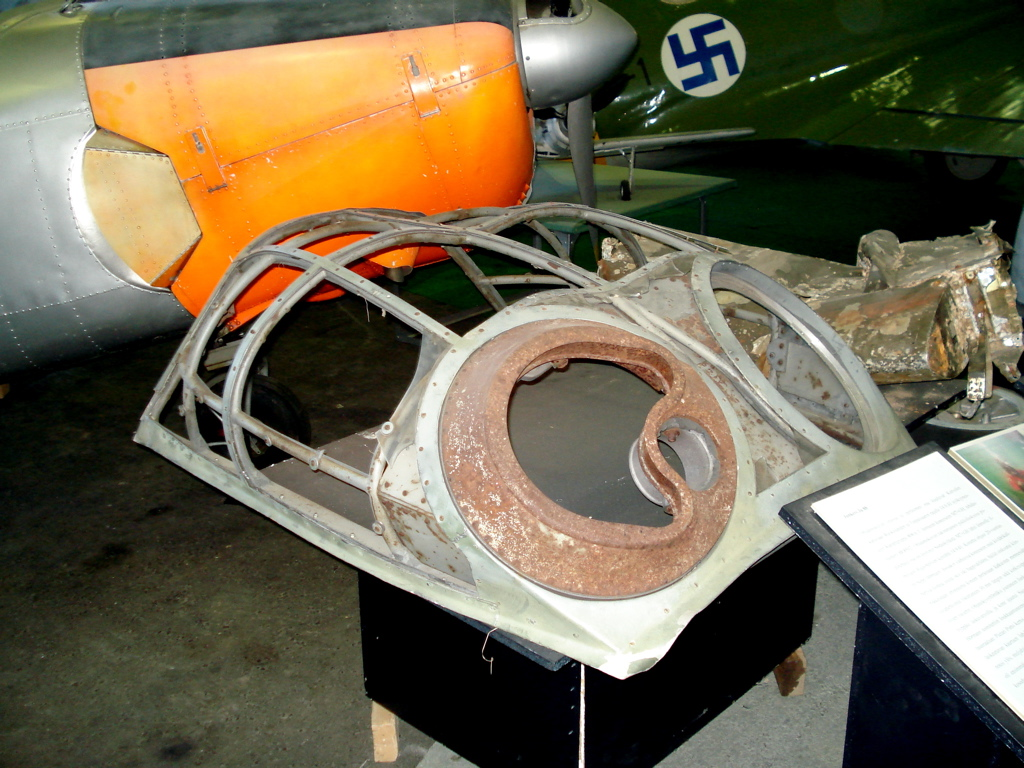
Mẫu vật cuối cùng về phi đoàn Ju 88 của Phần Lan tại Bảo tàng Hàng không Phần Lan,Vantaa

## Biến thể

Junkers Ju 88 A-4

- Ju 88A: mẫu máy bay ném bom chính sử dụng động cơ Jumo 211.
- Ju 88A-0: giống Ju 88A.
- Ju 88A-1: đời đầu tiên của Ju 88 với động cơ 895 kW (1,200 hp) Jumo 211B-1.
- Ju 88A-2: sử dụng động cơ Jumo 211G-1.
- Ju 88A-3: thay đổi thiết bị phụ tùng, bàn điểu khiển đôi.
- Ju 88A-4: làm mới động cơ, thêm độ dài sải cánh, thêm khoang để bom A-15.
- Ju 88B: động cơ như cũ, súng được trang bị thêm 1 khẩu, là mẫu chính của Ju 188 sau này.
- Ju 88B-0: giống như Ju 88B.
- Ju 88C: được phát triển thành máy bay đánh bom hạng nặng và đánh đêm. Thiết kế và động cơ giống Ju 88A chỉ khác đầu máy bay.
- Ju 88C-1: biến thể của Ju 88A được trang bị 2 động cơ BMW 801MA, chưa bao giờ được sản xuất.
- Ju 88C-2: phiên bản đánh đêm đầu tiên.
- Ju 88C-4: phiên bản do thám, đánh bom chiến đấu.
- Ju 88C-5: phiên bản đánh bom chiến đấu, được trang bị thêm động cơ và súng.
- Ju 88C-6a: giống Ju 88C-5.
- Ju 88C-6b: phiên bản đánh đêm.
- Ju 88C-6c: giống Ju 88C-6b.
- Ju 88C-7a: phiên bản máy đánh bom.
- Ju 88C-7b: giống Ju 88C-7b.
- Ju 88C-7c: phiên bản ném bom hạng nặng.
- Ju 88D: phiên bản do thám, dựa trên khung máy bay Ju 88A-4.
- Ju 88D-1: biến thể của Ju 88D.
- Ju 88D-2: phiên bản máy bay do thám dựa trên khung Ju 88A-5.
- Ju 88D-3: phiên bản máy bay do thám nhiệt đới dựa trên khung Ju 88A-4.
- Ju 88D-4: phiên bản máy do thám nhiệt đới dựa trên khung Ju 88A-5.
- Ju 88D-5:...
- Ju 88G: phiên bản đánh đêm, thân máy bay mới, đuôi máy bay Ju 188, 4 súng.
- Ju 88H: phiên bản máy bay chiến đấu-do thám, dựa trên khung máy bay Ju 88G.
- Ju 88H-1: phiên bản máy bay do thám, sải cánh dài.
- Ju 88H-2: phiên bản máy bay chiến đấu.
- Ju 88H-3: giống Ju 88H-1.
- Ju 88H-4: phiên bản ném bom.
- Ju 88P: phiên bản máy bay chiến đấu và rải bom chiến lược với 1 khẩu Bordkanone cỡ nòng 50mm-75mm và 2 khẩu cannon 37mm. Chỉ một số lượng nhỏ được sản xuất.
- Ju 88P-1: phiên bản chiến đấu hạng nặng với một khẩu Bordkanone 75mm và một khẩu BK 75 cannon.
- Ju 88P-2: phiên bản máy bay chiến đấu với một khẩu Bordkanone 50mm BK5.
- Ju 88R: biến thể của Ju 88C với động cơ BMW 801.
- Ju 88S: máy bay đánh bom tốc độ cao dựa trên khung máy bay Ju 88A-4, nhưng động cơ khác một chút: hai bộ tản nhiệt được thêm vào, đầu máy bay kim loại, bộ tăng thế GM-1. Tất cả các biến thể đều có tốc độ rất cao.
- Ju 88S-0: được trang bị hai động cơ BMW 801D, một khẩu 13mm được đặt ở trần máy bay và 14 quả bom SD65 (65 kg/143Ib).
- Ju 88S-1: được trang bị hai động cơ BMW 801G, bộ tăng thế GM-1 và mang được 2 quả bom SD1000 1,000 kg (2,200 lb).
- Ju 88S-2: được trang bị 2 bộ tăng áp BMW 801TJ.
- Ju 88S-3: được trang bị hai động cơ,671 kW (2,240 hp) Juma 213A và một bộ tăng thế GM-1.
- Ju 88T: phiên bản do thám có 3 ghế ngồi dựa trên khung máy bay Ju 88S.
- Ju 88T-1: dựa trên khung máy bay Ju 88S-1 có khoang để bom, sử dụng nhiên liệu GM-1 (chuyên dùng cho thiết giáp).
- Ju 88T-3: dựa trên khung máy bay Ju 88S-3.

## Những nước sử dụng
Bulgaria
- Không quân Bulgari

 Phần Lan
- Không quân Phần Lan-nhận 24 chiếc Ju 88 A-4 từ Đức Quốc xã.

 Pháp
- Armée de l'Air-bắt được một vài chiếc Ju 88 tại khu sửa chữa nằm ở Toulouse.Sau đó số máy bay này được lực lượng RAF và USAAF sử dụng trong các chiến dịch cuối năm 1944.

 Đức Quốc xã
- Không quân Đức

 Hungary
- Không quân hoàng gia Hungary

 Italy
- Regia Aeronautica

 România
- Không quân hoàng gia Romania

 Anh Quốc
- Không quân hoàng gia Anh-bắt được một vài chiếc Ju 88 R-1.

 Liên Xô
- Không quân Xô-Viết-bắt được một vài chiếc Ju 88.

 Tây Ban Nha
- Không quân Tây Ban Nha-mua từ Đức Quốc xã 10 chiếc Ju 88.

## Những chiếc còn sót lại

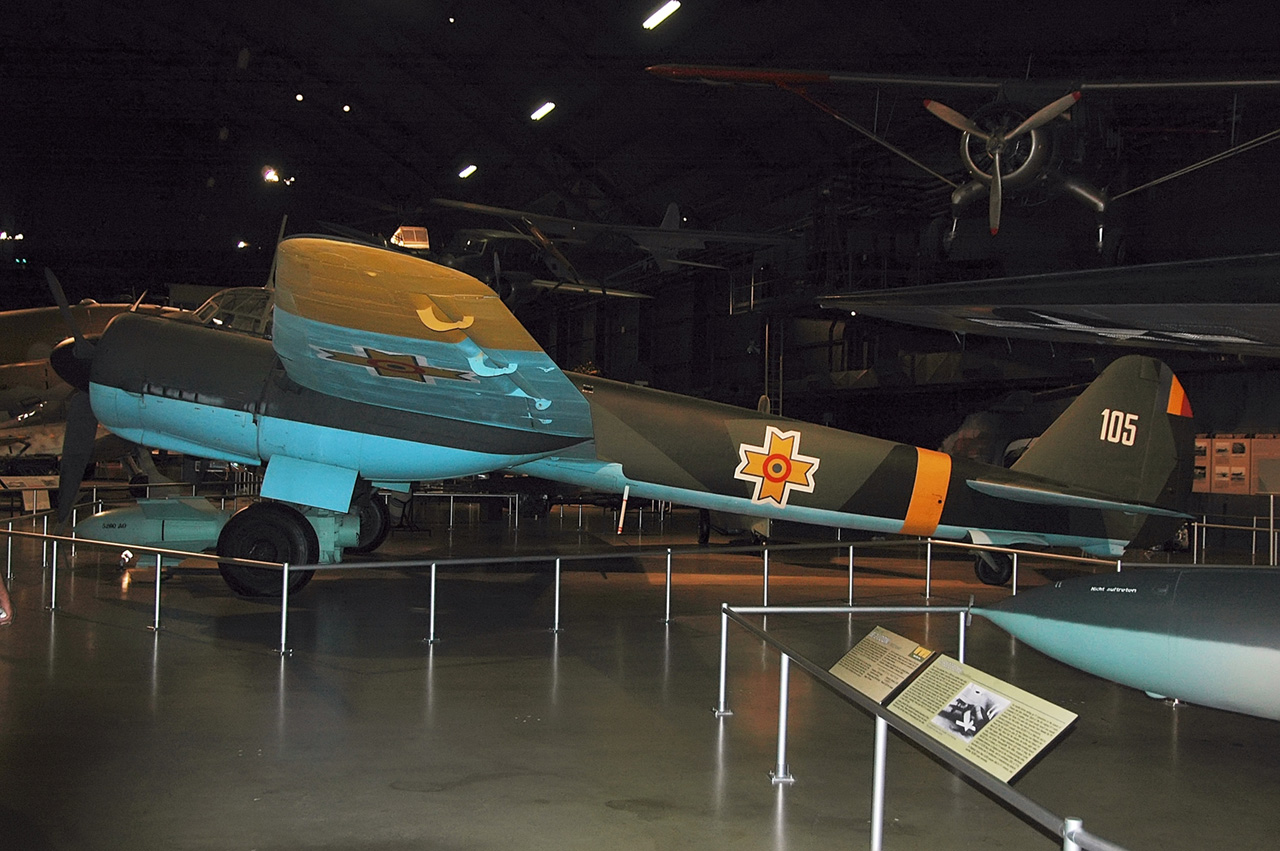
Ju 88D-1/Trop Bakssheesh tại bảo tàng USAF,2007

Có khoảng 14 chiếc Ju 88 còn sót lại, tuy nhiên chỉ có 2 chiếc là còn nguyên vẹn như mới sản xuất, còn lại đều đã được sửa chữa để trưng bày hoặc trục vớt để đặt trong bảo tàng… Một số khác bị bắn rơi và được đưa về nhà máy để sửa chữa.
- Ju 88D-1/Trop, Werk Nr.430650:

Ju 88D-1 là máy bay do thám được Đức Quốc xã chuyển cho không quân România. Hiện giờ nó được trưng bày ở National Museum, Mỹ. Vào ngày 22 tháng 7 năm 1943, nó bay đến Cyprus bởi một phi công người Romania-vì muốn thăm dò lực lượng Anh ở trên đảo. Một chiếc máy bay khác của Hungary cũng đi thăm dò lực lượng Anh này nhưng chiếc máy xấu số bị một số máy bay của Anh phát hiện và bắn hỏng. Còn chiếc Ju 88D-1 may mắn hơn thoát khỏi lực lượng này. Chiếc máy bay được cất giữ ở Arizona sau thế chiến II. Nó được bảo tàng mua lại vào năm 1960.
- Ju 88R-1, Werk Nr.360043:

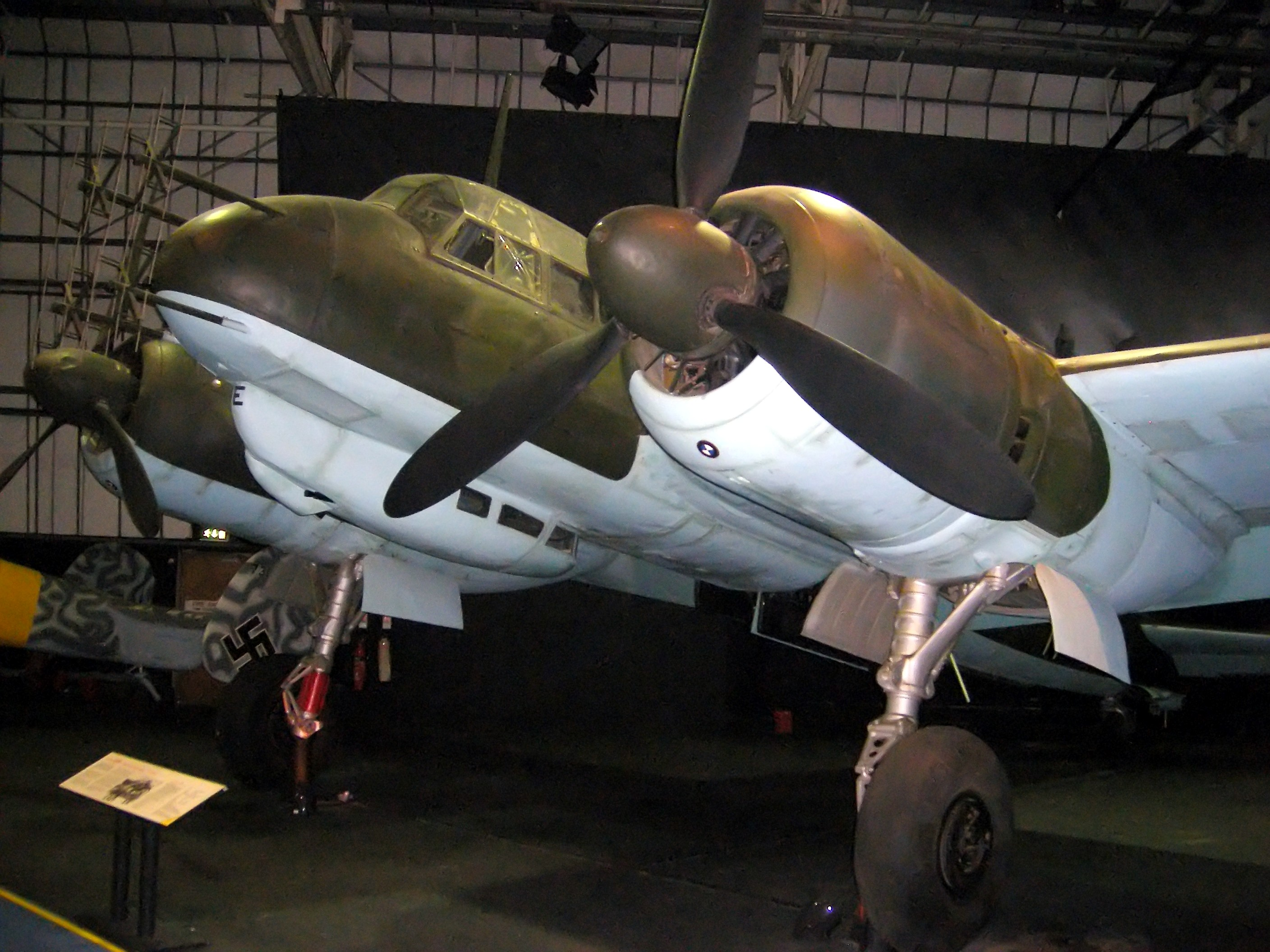
Ju 88R-1, Werk Nr.360043 tại bảo tàng Không quân Hoàng gia, 2007

Chiếc máy bay này bị rơi xuống Scotland vào tháng 5 tháng 1943. Tổ lái kĩ thuật của chiếc máy bay này có vấn đề, hai trong số ba người thuộc tổ lái là điệp viên Anh-đã nhận lệnh từ một chiếc máy bay khác của Anh nhằm cho chiếc Ju 88R-1 này bị bắn rơi. Cuối cùng, chiếc máy bay bị rơi xuống Scotland và bị lực lượng Anh bắt giữ. Việc bắt được Ju 88R-1 là rất có ích bởi vì người Anh có thể nghiên cứu bộ chống radar rất hữu hiệu của Đức Quốc xã là FuG 202 Liechtenstein BC A.I. Chiếc máy bay này sau đó được sơn lại màu của không quân hoàng gia Anh và tham gia chiến dịch Normandy với vai trò là máy bay đánh đêm và thăm dò. Phi vụ cuối cùng nó thực hiện là vào tháng 5 năm 1945. Sau thế chiến II, từ 1954-1955, nó được trưng bày ở Horseguards Parade. Nó được sửa chữa lại vào năm 1975 và chuyển đến trưng bày ở bảo tàng RAF vào tháng 8 năm 1978.

## Thông số kĩ thuật của Ju 88A-4
- Đặc điểm chính:
  - Kíp lái: 4 người.
  - Chiều dài thân: 14.36 m (47 ft).
  - Sải cánh: 20.08 m (65.88 ft).
  - Chiều cao máy bay: 5.07 m (16.63 ft).
  - Chịu tải: 8550 kg (18.832Ib).

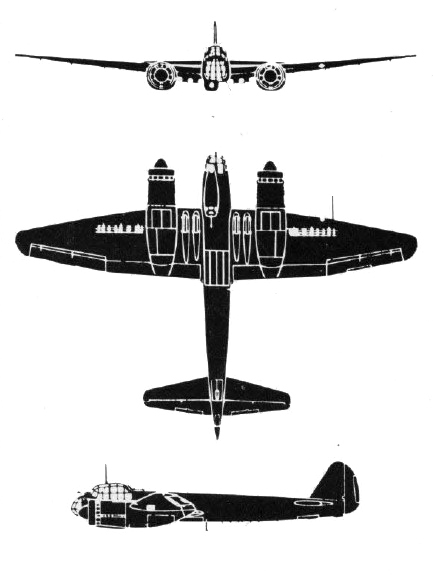
Junkers Ju 88

  - Trọng lượng cất cánh tối đa: 14.000 kg (30.865Ib).
  - Động cơ: 2× Junkers Jumo 211J.
- Hiệu suất:
  - Tốc độ tối đa: 510 km/h (317 mph) tại độ cao 5300 m (17.388 ft)-không khoang bom.
  - Tầm bay trung bình: 2430 km (1429 mi).
  - Tầm bay tối đa: 9000 m (29.500 ft) với trọng tải trung bình và có bom.
- Vũ khí:
- Súng:
  - 1x súng máy 7.92mm MG 81J được đặt trước kính chắn gió-1000 viên đạn/1 khẩu.
  - 2x súng máy 7.92mm MG 81J được đặt phía trước buồng lái-1000 viên đạn/1 khẩu.
  - 1x súng máy 7.92mm MG 81Z được đặt phía dưới buồng lái-3000 viên đạn/2 khẩu.
- Bom (mang được tối đa 3000 kg và quá tải khoảng 3600 kg):
  - 2x ngư lôi LT.

## Thông số kĩ thuật Junkers Ju 88 G-1
- Đặc điểm chính
  - Kíp lái: 3 người.
  - Chiều dài thân-không có radar: 15.50 m (50.85 ft).
  - Sải cánh: 20.08 m (65.88 ft).
  - Chiều cao máy bay: 5.07 m (16.63 ft).
  - Trọng lượng cất cánh tối đa: 14.690 kg (32.385Ib).
  - Chịu tải: 13.100 kg (28.880Ib).
  - Động cơ: 2× BMW 801G.
- Hiệu suất:
  - Tốc độ tối đa: 550 km/h (342 mph) ở tầm cao 8500 m (27.890 ft).
  - Tầm bay trung bình: 2500m (1553 mi).
  - Thời gian bay: 4 giờ.
- Vũ khí:
  - Súng:
    - 4x pháo 20 mm MG 151/20.
    - 1 hoặc 2x súng máy 13mm MG 131.
    - 1 hoặc 2x súng máy 20mm MG 151/20.

### Máy bay liên quan
- Ju 188
- Ju 388
- Kyushu Q1W

### Máy bay tương đương
- de Havilland Mosquito
- Bristol Blenheim
- Bristol Beaufighter
- Petlyakov Pe-2
- Mitsubishi Ki-21
- Yokosuka P1Y

### Danh sách
- Danh sách máy bay chiến đấu của Đức
- Danh sách máy bay ném bom của Đức
- Danh sách máy bay trong Chiến tranh Thế giới II
- Danh sách máy bay tiêm kích